# Under Produktion
Under Produktion AB är ett svenskt produktionsbolag grundat av Simon Svensson.
De är också en agentur för ståuppkomiker. 

## Radiokanal och podcast
Under Produktion har också radiostationen Radio UP som sänder live via Mixlr.  I Radio UP sänds Ring UP Söndagsakuten med Henrik Mattisson och Lunchgänget med Elinor Svensson.  
Utöver det görs också podcasten Jorden går under som handlar om svensk stand up.

## Produktioner

### Stand up
- Knivapidde & komikern och rasisten med Petrina Solange och Albin Olsson
- TUFF 1 & 2 med Simon Svensson och Armann Hreinsson
- Deep med Kristoffer Svensson

### Sommarturné
Under somrarna görs turnén Funny Fuck-up som åker runt i södra Sverige. Under 2018 utsattes turnén och medarrangörer för hot vilket ledde till att turnén fick ställas in.  Under hösten 2018 sattes turnén upp i Malmö, Göteborg och Stockholm. 

### Roast
Varje vår producerar Under Produktion sin årliga roast. En person, ofta en komiker, roastas av sina kollegor på scenen. 
- 2015 Emma Knyckare
- 2016 Kristoffer Svensson
- 2017 Simon Gärdenfors
- 2018 Jesper Rönndahl
- 2019 Henrik Mattisson

### Della grande
Della grande är en podcastshow från den svenska podcasten Della Monde.  Showen har bland annat gästats av Ola Söderholm, Albin Olsson, Felicia Jackson och Tobias Hysén. Under 2017 och 2018 sattes den upp på Draken i Göteborg.